# خرمبيشه (مقاطعة فومن)
خرمبيشه (بالفارسية: خرمبیشه) هي قرية تقع في غيلان في إيران. يقدر عدد سكانها بـ 232 نسمة بحسب إحصاء 2016.